# Margrethe 2.
 "Dronning Margrethe" omdirigeres hertil. For andre dronninger med samme navn, se Dronning Margrethe (flertydig).
Hendes Majestæt Dronning Margrethe II (Margrethe Alexandrine Þórhildur Ingrid, Danmarks dronning; født den 16. april 1940 på Amalienborg Slot) er medlem af det danske kongehus og var Danmarks regent fra 14. januar 1972 til den 14. januar 2024. Hun abdicerede den 14. januar 2024 og overlod den danske trone til sin ældste søn, Kong Frederik 10.. Med en regeringstid på 52 år, er Margrethe 2. den længstsiddende regent i Danmarks historie, efterfulgt af Christian 4. og hun er den første kvindelig monark i Danmark siden Margrete 1.
Margrethe er ældste barn af Frederik 9. og dronning Ingrid og hun blev født under sin farfar Christian 10.s regeringstid. Hun tiltrådte som dronning af Danmark som følge af sin fars død den 14. januar 1972.
Margrethe blev gift med Henri de Laborde de Monpezat den 10. juni 1967, med hvem hun har sønnerne Kong Frederik 10. og Prins Joachim.

## Formalia
Margrethe II er Danmarks dronning i medfør af Tronfølgeloven af 1953, og tilhører den glücksburgske slægt. Dronningen tituleres Hendes Majestæt Dronning Margrethe II, i tiltale Deres Majestæt.
Idet Margrethe II er barnebarn af Margareta af Connaught er hun nr. 220 i den britiske tronfølge.

## Opvækst og uddannelse

### Fødsel og dåb
Prinsesse Margrethe blev født den 16. april 1940 kl. 10.10 i Frederik VIII's Palæ på Amalienborg Slot i København som første barn af kronprins Frederik og kronprinsesse Ingrid af Danmark. Prinsessen vejede 3300 gram ved fødslen. Prinsessen blev født under sin farfar kong Christian 10.'s regeringstid med hendes far værende ældste søn af kong Christian 10. og dronning Alexandrine af Danmark. Prinsessens mor var eneste datter af kronprins Gustav Adolf (senere kong Gustaf 6. Adolf) og kronprinsesse Margareta af Sverige. Prinsessens fødsel fandt sted en uge efter Nazi-Tysklands invasion af Danmark i 1940
Prinsesse Margrethe blev døbt i Holmens Kirke i København den 14. maj 1940.
Hun blev døbt Margrethe — den danske version af sin afdøde mormor; Kronprinsesse Margareta af Sveriges navn— Alexandrine efter sin farmor, Dronning Alexandrine, og Ingrid efter sin mor. Eftersom Margrethes farfar kong Christian 10 også var konge af Island, da prinsessen blev født, fik hun også det islandske navn "Þórhildur" ("Thors kamp" eller "Thors styrke"). Ligesom sin mormor blev det, bliver Margrethe privat kaldt "Daisy" af sin familie og nære venner. Prinsessens faddere var hendes bedstefædre; kong Christian 10. og kronprins Gustaf Adolf af Sverige, hendes oldemorfædre; kong Gustav 5. af Sverige og prins Arthur af Storbritannien, hendes onkler; prins Knud af Danmark og prins Gustaf Adolf af Sverige og hendes grandfætter; prins Axel af Danmark.
Margrethe har to yngre søstre; Prinsesse Benedikte af Danmark (f. 1944), gift med Prins Richard zu Sayn-Wittgenstein-Berleburg, og Prinsesse Anne-Marie (f. 1946), senere Dronning Anne-Marie af Grækenland gennem sit ægteskab med Kong Konstantin 2. af Grækenland.
Prinsesserne voksede op og tilbragte tid i Frederik VIII's Palæ på Amalienborg i København og på Fredensborg Slot i Nordsjælland. Margrethe tilbragte sommerferier sammen med den kongelige familie i sine forældres sommerresidens på Gråsten Slot i Sønderjylland.
Den 20. april 1947 døde Christian 10., og Margrethes far besteg tronen som Kong Frederik 9..
Prinsesse Margrethe blev konfirmeret på Fredensborg Slot den 1. april 1955.

### Uddannelse
Margrethe gik i folkeskole på N. Zahles Skole i København, hvor hun afsluttede i 1959. Hun tilbragte ét år på North Foreland Lodge, en kostskole for piger i Hampshire, England i 1955-1956. Margrethe har deltaget i forskellige studier i Danmark, Frankrig og England: Hun har taget filosofikum ved Københavns Universitet i 1960, fulgte arkæologi ved Girton College på Cambridge University fra 1960-1961, statskundskab ved Aarhus Universitet fra 1961-1963 samt forskellige studier ved Sorbonne i 1963 og ved London School of Economics i 1965.

## Tronfølger
På tidspunktet for Margrethes fødsel i 1940 fulgtes tronfølgeloven fra 1853, som fastlagde, at der kun var mandlig tronfølge i Danmark. Eftersom kongeparret kun havde døtre skulle tronen, ifølge tronfølgeloven, overgå til kong Frederik IXs yngre bror og Margrethes onkel, arveprins Knud og siden til dennes ældste søn, prins Ingolf.
Processen med at ændre tronfølgeloven begyndte umiddelbart efter Frederik IXs indsættelse som konge i 1947, da det samtidig blev gjort klart at kongeparret ikke ville få flere børn.[kilde mangler] Kong Frederik og hans døtres popularitet blandt befolkningen samt kvinders mere fremtrædende rolle i det danske samfund var medvirkende til igangsættelsen af den komplicerede proces i at ændre tronfølgeloven til også at tillade kvindelig tronfølge.[kilde mangler] Loven krævede, at forslaget skulle vedtages af to på hinanden følgende parlamenter[kilde mangler] og derefter ved en folkeafstemning, som fandt sted den 28. marts 1953. Som en del af en større revision af den danske grundlov og indførelsen af den nuværende Grundlov den 5. juni 1953, blev tronfølgeloven af 1953 indført i marts 1953, som tillod delvis kvindelig tronfølge, dog således at sønner, uanset alder, havde fortrinsret over døtre. Eftersom Margrethe ikke havde nogen brødre blev hun ophøjet til tronfølger. I 2009 blev tronfølgeloven ændret til primogenitur (førstefødselsret) således at tronen falder i arv til regentens ældste barn – uanset køn.
Margrethe deltog i den årlige nytårstaffel for første gang i 1956. På sin 18-års fødselsdag i 1958 blev hun optaget i statsrådet, hvor hun ledede møderne under sin fars fravær. I 1960 foretog hun sammen med sin kusine Prinsesse Margaretha af Sverige, og Prinsesse Astrid af Norge, en rejse til USA, hvor hun under et besøg til Paramount Studios i Los Angeles mødte flere kendte personer, herunder Dean Martin, Jerry Lewis og Elvis Presley.
Hun havde sit første besøg på Færøerne i 1959, sammen med sine forældre og søstre, og til Grønland i 1960.

## Regeringsperiode
Den 3. januar 1972, tre dage efter sin nytårstale, blev Kong Frederik 9. ramt af at hjerteanfald og han blev indlagt på Rigshospitalet. Margrethe blev den følgende dag erklæret rigsforstander. Kongen afgik ved døden den 14. januar og Margrethe besteg den danske trone som 31-årig, og blev den første danske kvindelige monark under den nye tronfølgelov. Margrethe blev proklameret dronning fra Christiansborg Slots balkon den følgende dag, den 15. januar 1972, af statsminister Jens Otto Krag.
Margrethe valgte selv at hendes regnalnummer skulle være “II”, som en anerkendelse af Margrete 1., der aldrig formelt var Danmarks monark, men som rent praktisk varetog denne opgave. Margrethe udarbejdede selv sit valgsprog; “Guds hjælp, Folkets kærlighed, Danmarks styrke".
Hun fraskrev sig alle tidligere monarkers titler med undtagelse af titlen “til Danmark”, og hendes titel som dronning blev herefter “Af Guds Nåde, Danmarks Dronning”.
Margrethe 2. er dermed den første regerende dronning af Danmark. Muligheden for kvindelig arvefølge blev først indført med kongeloven af 1665, derefter afskaffet i 1853, for igen at blive indført med grundlovsændringen af 1953.
Margrethe 2.s tronbestigelse fandt sted på et tidspunkt, hvor det såkaldte 68'oprør havde skabt en demokratisk luftning, der ikke harmonerede særligt godt med eksistensen af et arveligt kongedømme. For første gang siden 1920 dukkede republikanske tanker op, og en gallupundersøgelse konstaterede, at 50 procent af befolkningen var mod monarkiet og 50 procent for. Men det republikanske røre var en overfladeboble i en situation, hvor befolkningen nok så meget gik op i debatten om, hvorvidt Danmark skulle tilslutte sig EF, og i 1973 indtraf oliekrisen, der satte de politiske økonomiske spørgsmål i forgrunden.

### 50-års jubilæum
Dronningens 50-års jubilæum, som monark for Danmark, blev markeret den 14. januar 2022 med fejringer senere på året.

### Abdikation
Den 31. december 2023 bekendtgjorde Dronning Margrethe under sin nytårstale, at hun ville abdicere og overlade den danske trone til sin søn, Kronprins Frederik. Hun annoncerede yderligere at abdikationen ville finde sted den 14. januar 2024, hvilket samtidig ville markere 52 års dagen, hvor hun selv overtog tronen efter sin far, Frederik 9., i 1972.
Kl. 14 den 14. januar 2024 deltog Dronning Margrethe, kronprins Frederik og prins Christian i et statsråd sammen med regeringen og statsrådssekretæren. Under mødet underskrev dronningen en erklæring om sin abdikation, hvorved kronprins Frederik tiltrådte den danske trone som Kong Frederik 10., og prins Christian blev ophøjet til kronprins Christian. Frederiks nye titel blev herefter Hans Majestæt Kong Frederik 10.

## Ægteskab og familie
Prinsesse Margrethe mødte Henri Marie Jean André de Laborde de Monpezat, fransk diplomat, til et middagsselskab på den franske ambassade i London i foråret 1965 under prinsessens studieophold i London. De mødtes flere gange i de følgende uger i festligt lag rundt om i London, dog aldrig på tomandshånd. I 1966 mødtes de igen i anledningen af en fælles venindes bryllup i Skotland, hvor de efterfølgende indledte et forhold.
Parret annoncerede deres forlovelse den 4. oktober 1966, hvilket grundet en hemmeligholdelse af deres forhold, kom som en overraskelse for offentligheden. Henri de Laborde havde friet til prinsessen i sensommeren 1966 med en ring bestående af to store firkantede diamanter. Laborde flyttede til Danmark i maj 1967, kort før brylluppet.
Den 10. juni 1967 blev Prinsesse Margrethe gift med Henri de Laborde de Monpezat i Holmens Kirke med efterfølgende bryllupsfest på Fredensborg Slot. De Laborde fik herefter titel som Prins Henrik og blev tituleret Hans Kongelige Højhed Prins Henrik.
Parret fik sammen to sønner; Kong Frederik 10. (f. 1968) og Prins Joachim (f. 1969).

### Børnebørn
Margrethe blev farmor for første gang den 28. august 1999, da prins Joachim og hans daværende hustru prinsesse Alexandra blev forældre til Grev Nikolai. Siden fulgte yderligere syv børnebørn; Grev Felix (f. 2002), Kronprins Christian (f. 2005), Prinsesse Isabella (f. 2007), Grev Henrik (f. 2009), Prins Vincent (f. 2011), Prinsesse Josephine (f. 2011) og Komtesse Athena (f. 2012).

### Enke
Margrethe blev enke, da Prins Henrik afgik ved døden efter sygdom den 13. februar 2018. Han blev bisat fra Christiansborg Slotskirke tirsdag den 20. februar 2018.

## Helbred
Dronning Margrethe har gennem årene haft en række helbredsproblemer. Siden 1990'erne har hun fået foretaget flere operationer i sit højre knæ grundet skader og slidgigt, herunder en meniskskade i højre knæ i 1993.
I 1994 var hun i behandling for livmoderhalskræft. I 2003 gennemgik hun en fire en halv timer lang operation for spinalstenose (rygmarvsforsnævring).
Dronning Margrethe har i årevis været storryger, og det er alment kendt at hun har røget igennem det meste af sit liv. Den 23. november 2006 citerede B.T. Kongehusets kommunikationschef for at sige, at dronningen fremover ikke ville ryge, når hun færdes i det offentlige rum. Dronningen ville dog fortsat ryge privat. Hun røg gennem mange år det græske cigaretmærke Karelia, der ifølge EU har for højt indhold af både tjære og nikotin. Fra 2002 kunne mærket ikke længere købes i Danmark.
I 2018 fik hun en laserbehandling for grå stær.
Den 9. februar 2022 oplyste Kongehuset, at dronning Margrethe var testet positiv for COVID-19. Dronningen kunne den 13. februar forlade sin hjemmeisolation efter at have været mildt smittet af virussen. Den 21. september 2022 meddelte Kongehuset, at dronning Margrethe var testet positiv for COVID-19 igen efter at hun havde deltaget i Dronning Elizabeth IIs begravelse i London. Hun forlod sin hjemmeisolation den 26. september og genoptog sine officielle pligter øjeblikkeligt, og sagde, at hun “havde det fint”.
Den 22. februar 2023 fik dronning Margrethe foretaget en “større rygoperation” på Rigshospitalet grundet tilbagevendende rygsmerter. I en udtalelse fra Kongehuset den følgende dag af blev det oplyst, at operationen var vellykket og at dronningen allerede havde været oppe og gå. Hun blev udskrevet fra hospitalet den 2. marts, og vendte tilbage fra sit sygefravær på sin fødselsdag den 16. april.
I september 2024 pådrog dronningen sig en skade omkring nakkehvirvlerne samt et brud på venstre hånd efter at hun var faldet i sit hjem på Fredensborg Slot. Hun blev efterfølgende indlagt på Rigshospitalet, og blev udskrevet igen den 20. september 2024. Hun fik lagt sin hånd i gips og bar en afstivet halskrave i et par måneder efter.
"For en sikkerheds skyld" blev hun i 2025 indlagt til observation på Rigshospitalet efter en forkølelse.
I forbindelse med et officielt programpunkt i 2025 kom det via billeder frem, at en af dronningens livvagter altid bærer en rygsæk indeholdende medicinsk udstyr. Adspurgt udtalte læge Jerk W. Langer at rygsækken højest sandsynligt indeholder hjertestarter, iltflaske med maske, rør til intubation, ispose eller kølepose til brug ved fald, væske til drop, halskrave og medicin til at opløse blodpropper, hjertemagnyl, adrenalinspray, astmaspray, antihistaminer og smertestillende.

## Residenser
Den danske stat stiller en række slotte til rådighed for Dronningen som bolig og til repræsentative formål som ramme om hendes virksomhed som statsoverhoved. Derudover ejer regentparret enkelte slotte og ejendomme privat.
De fire palæer på Amalienborg Slot i København er kongefamiliens hovedresidens. Dronningen har selv residensbolig i Christian IX's Palæ og anvender desuden Christian VII's Palæ som gæstebolig og til repræsentative formål.
Desuden står dele af Christiansborg Slot i København til rådighed for dronningen og anvendes til officielle formål som audienser, statsråd, gallamiddage og nytårskur.
Fredensborg Slot benyttes som bolig i forårs- og efterårsperioden, mens Marselisborg Slot i Århus (regentens private ejendom) og Graasten Slot i Sønderjylland benyttes en del af sommeren.
Derudover ejede regentparret vinslottet Château de Cayx i Frankrig, hvor de indtil prinsens død hvert år holdt sommerferie under private former.

## Personlige interesser

### Arkæologi
Dronning Margrethe er kendt for sin store arkæologiske interesse og hun har deltaget i flere udgravninger, i bl.a. Italien, Egypten, Danmark og Sydamerika. Hun delte denne interesse med sin morfar, Gustaf 6. Adolf af Sverige, og de deltog sammen i en udgravning nær Etrurien i 1962. Hun har tillige udtalt at hvis hun ikke havde været monark, så havde hun været arkæolog.
I 1949 var prinsesse Margrethe på lejrtur med sin skoleklasse i Trend. De besøgte både verdenskendte lokaliteter som køkkenmøddingen ved Ertebølle og jernalderfæstningen i Borremosen, og fik også lov til at nærstudere lærer Sigvardsens omfattende samling af pilespidser og flintøkser. Tæt på kongefamiliens jagthytte i Trend besøgte de også bronzealderhøjen Trend Storhøj.
I 1956 deltog hun i sin første, danske udgravning i Salpetermosen uden for Hillerød. Dronningens hofdame Wava Armfelt deltog på flere af udgravningerne.
Fra hun var ganske ung, deltog prinsesse Margrethe i udgravninger af en række af de mest berømte, danske forhistoriske lokaliteter. I 1952 fulgte prinsesse Margrethe med Dronning Alexandrine på besøg i udgravningen ved Illerup Ådal ved Skanderborg. I 1954 deltog både prinsesse Margrethe, Dronning Ingrid, Prinsesse Benedikte og Prinsesse Anne-Marie i udgravningen af det store våbenofferfund. I 1956 og 1957 inviterede professor Ole Klindt-Jensen fra Aarhus Universitet prinsesse Margrethe med på udgravning af Slusegård på Bornholm.
Dronningen besøgte sammen med prins Henrik Rispebjerg på Bornholm, hvor arkæologerne Finn Ole Nielsen & Michael S. Thorsen fra Bornholms Museum havd fundet spor efter en solkult fra Bornholms bondestenalder med cirkelformede kultanlæg bygget op med træpæle samt en lerskive med indridsede solsymboler og flere solsten. På Bornholm har dronningen ligeledes besøgt helleristningsfelterne på Stakkebakken og Madsebakke. Dronningen har også besøgt udgravningerne ved Sorte Muld og studeret guldgubber fra Sorte Muld.
Dronningen har desuden besøgt udgravningerne ved Nydam Mose, og udgravningerne i Jelling af flere omgange.
I løbet af sin ungdom og regeringstid har dronningen besøgt et utal af udgravninger, fået fremvist unikke fund som Vindelevskatten. Dansk arkæologi har et særligt bånd til dronningen, og der er udgivet en stribe arkæologiske festskrifter til dronningen.
Dronningen har desuden stiftet Dronning Margrethe II's Arkæologiske Fond, der arbejder for at fremme dansk arkæologisk forskning og formidling. Denne fond støtter årligt arkæologisk forskning, udgivelser og udgravninger.

### Kunst
Hun modtog Modersmål-Prisen i 1989.
Senest har hendes malerier opnået betragtelige priser på både nationale og internationale kunstauktioner. Hendes kunst betegnes som naturalistisk med en stor del approberet realisme – evnen til at omsætte konkrete synsindtryk og billeder til flerdimensionelle indtryk på et lærred. Bl.a. Michael Ancher og L.A. Ring brugte samme metode.
Dronningens interesse for kunst er stor, og hun har haft adskillige udstillinger på danske og udenlandske museer. Eksperter er ikke enige om kunstens kvalitet. Fx lød der protester, da en leder af Statens Museum for Kunst købte og udstillede to malerier af dronningen.

### Billedkunst
Margrethe er en succesfuld tegner og maler og har igennem tiden haft flere af sine værker udstillet. Dronningen har tegnet fra hun var barn, men hendes kunstneriske side blev først offentligt kendt efter at hun tegnede Danmarks julemærke i 1970. Dronningen modtog yderligere opmærksomhed omkring sin billedkunst efter at hun under pseudonymet Ingahild Grathmer (sidstnævnte værende et anagram for Margrethe og den førstnævnte en sammenblanding af hendes mellemnavne Ingrid, Alexandrine og Þórhildur), fik bragt sine illustrationer i genudgivelsen af den danske udgave af romanen Ringenes Herre i 1977. Dronningens fascination af bogserien i begyndelsen af 1970’erne gjorde at hun uopfordret sendte en serie af skitser til forfatteren, J. R. R. Tolkien. Ved Tolkiens død i 1973 fandt man i dødsboet dronningens skitser, hvor Tolkien havde efterladt varme anbefalinger til den, på tidspunktet, ukendte kunstner, da han synes godt om hendes flydende og drømmeagtige, jugend-inspirerede stil.
Dronningen tegnede Grønlands julemærke i 1983 og Danmarks julemærke i 2003 og 2015. Hun har illustreret Historien om Regnar Lodbrog (1979), Bjarkemål (1982) samt Poul Ørums Komedie i Florens (1990). I 2000 illustrerede hun Prins Henriks digtsamling Cantabile. Hun har herudover lavet plakater, kort, kalendre og lithografier til forskellige organisationer og foreninger.
Dronningen har gennem tiden arbejdet med akvarel, oliekridt og akrylmaling, i en naturalistisk og mere eller mindre abstrakte udtryk, ligesom at hun også har arbejdet i découpage. Hun har haft udstillinger i Danmark og udlandet, og i juni 2015 havde dronningen sammen med Dronning Sonja af Norge en fællesudstilling med titlen Fra fjeld til kyst i Baroniet Rosendal i Hardangerfjorden i Norge. Kunstudstillingen, der indeholdte værker fra begge dronninger, var inspireret af naturen.

### Film
Dronningen har arbejdet som manuskriptforfatter i samarbejde med Per Brink Abrahamsen på to filmfortolkninger af H. C. Andersens eventyr; Snedronningen i 2000 og De vilde svaner i 2009. Udover rollen som manuskriptforfatter, var hun også fortællerstemmen i den førstenævnte, og havde en ukrediteret optræden som "person i menneskemængden" i den sidstnævnte.
Med decoupage som sit primære håndværk har hun været scenograf på:
- Snedronningen (2000)
- De vilde svaner (2009)
- Ehrengard - Forførelsens kunst (2023)

For sit arbejde på Bille Augusts Netflix-film Ehrengard - Forførelsens kunst, vandt dronningen en Robert i kategorien 'Årets Kostumedesigner' ved Robert-uddelingen den 3. februar 2024. Dronningen var ligeledes nomineret i kategorien 'Årets Scenograf' efter at hun havde bidraget med kreeringen af 70 découpager og design af kostumer til filmen.

### Kirketekstiler
Dronningen har broderet, siden hun var tyve år gammel, og har siden designet og broderet flere former for kirketekstiler. Hun designede og broderede sit første kirketekstil, en messehagel til Fredensborg Slotskirke som blev taget i brug i 1976. Siden har hun broderet tyve messehageler, syv antependier, et bryllupstæppe samt fem bispekåber. Hun har bl.a. kreeret messehageler til Kronborg Slotskirke, Ammassalik/Tasiilaq Kirke, Haderslev Domkirke (1987), Århus Domkirke (1993), Holmens Kirke (2013), Gråsten Kirke (2018) og Den Danske Kirke i London (2020). Hun har designet bispekåber til bl.a. Helsingør Stift, Viborg Stift, Haderslev Domkirke (2000) og Århus Domkirke (1995). Dronningen har udtalt, at mens hun har designet og produceret flere messehagler og bispekåber alene, så er mange af kirketekstilerne fremstillet i samarbejde med professionelle vævere.

### Monogrammer
I 2004 designede Margrethe monogrammet til sin grand-grandkusine, Prinsesse Ingrid Alexandra af Norge. Dronningen har også designet sine egne personlige monogrammer, samt monogrammerne til sin søn, Frederik X, sin svigerdatter Mary og barnebarn Christian; såvel som fællesmonogrammet for det danske tidligere kronprinspar og det norske kronprinspar; sin gudsøn Kronprins Haakon af Norge, og hans hustru Mette-Marit.

### Scenografi og kostumedesign
Igennem årene har Margrethe af flere omgange været involveret i balletopsætninger som scenograf og kostumedesigner. Hun designede kostumer til Den Kongelige Ballets opsætning af Et Folkesagn og til Peter Flinths film De vilde svaner fra 2009. Hun har også designet sit eget tøj og er kendt for sine farverige og til tider excentriske tøjvalg. Dronninge designede 51 kostumer til Bille Augusts film Ehrengard - Forførelsens kunst, og 81 découpager som blev brugt til setsene.
Margrethe har designet set og kostumer til flere balletter. Siden 2001 har hun arbejdet med Tivoli Balletteater:
- 1987: Hyrdinden og skorstensfejeren, TV-teatret[89][63]

- 1991: Et Folkesagn, Det Kongelige Teater
- 2005 & 2011: Tommelise, Pantomimeteatret
- 2007, 2013 & 2018: Fyrtøjet, Pantomimeteatret
- 2009: Svinedrengen, Pantomimeteatret
- 2012, 2014, 2016, 2018 & 2022: Nøddeknækkeren, Tivolis Koncertsal
- 2013: Den standhaftige tinsoldat, Pantomimeteatret
- 2016: Askepot, Pantomimeteatret
- 2019, 2021 & 2023: Snedronningen, Tivolis Koncertsal
- 2024: Klods-Hans, Pantomimeteatret[90]

## Interview med Politiken om klimaforandringer
I et interview fra Politiken, der blev bragt den 11. april 2020, skabte dronningen debat eftersom hun ikke entydigt anerkender, at klimaforandringerne er menneskeskabte. Dronningen udtalte, at hun ikke var sikker på, at klimaforandringerne og den globale opvarmning var "direkte" menneskeskabte:
| Citat                 | Jamen, at mennesker spiller en rolle i klimaforandringer, det er der nok ingen tvivl om. Men om de er skabte – direkte – det er jeg ikke ganske overbevist om. Altså, jeg mener, at der er forandringer i klimaet, og det kan da være, at menneskelig aktivitet har spillet en rolle | Citat |
| Dronning Margrethe 2. | |       |

Dronningen giver aldrig udtryk for partipolitiske interesserer, men bevæger sig dog ind på et utrolig omdiskuteret politisk emne.
Udtalelsen affødte kritik fra flere klimaeksperter og forskere, samt debat i medierne og på Christiansborg, om hvad hendes apolitiskhed tillod hende at udtale sig om i offentligheden. Sikandar Siddique en løsgænger i Folketinget (tidligere repræsenterende partiet Alternativet) skrev bl.a. at Kongehuset omgående burde trække interviewet tilbage. Flere klimaforskere udtalte i den forbindelse at der ikke er nogen tvivl om, at klimaforandringerne er menneskeskabt, men støttede samtidig andre af hendes holdninger (se kapitel nedenfor).

### "Ikke panikke"
I interviewet med Politiken siger dronning Margrethe også, at man skal undgå at gå i panik over klimaets nuværende situation:
| Citat                 | Det er ganske givet meget væsentligt og vigtigt at være opmærksom på. Men altså... at panikke er en meget dårlig måde at tage fat på problemer på. Det går ikke. Det skal man ikke. | Citat |
| Dronning Margrethe 2. | |       |

Og denne bemærkning har fået støtte fra det videnskabelige samfund:
| Citat                                                                            | Det er en god pointe at få ro på og ikke gå i panik. Men klimaet er en supertanker, der er svær at dreje. Der skal rigtige og gode beslutninger til. Det skal gøres globalt, men det er svært. Derfor nytter det ikke noget, at hver enkelt går rundt med panikangst. | Citat |
| Jørgen E. Olesen er professor ved Institut for Agroøkologi på Aarhus Universitet | |       |

## Portrætter og buster
Et antal buster af dronningen er gennem årene blevet udført, f.eks.:
- Harald Isenstein en buste fra 1973 der blev opstillet i Korsør Rådhus.
- Hans Pauli Olsen en buste fra 1997, i Frederiksborgmuseet.

Flere portrætter er malet af dronningen.
- Niels Strøbeks maleri af dronningen stående ved vindue med Amalienborg Slotsplads i baggrunden fra 1975 samt nok et maleri af Strøbek fra 1977 gengivende den kunstneriske dronning.
- Franciska Clausens maleri af den siddende dronning er fra 1977.
- Pietro Annigoni (en) malede i 1978 et ansigtsportræt af dronningen.
- Victor Brockdorff malede i 1979 et portræt af en siddende dronning, billedet hænger nu i Søofficers-Foreningen.
- Preben Hornungs maleri på Frederiksberg Slot er fra 1981.
- Preben Hornung lavede yderligere et maleri af dronningen i 1983, hvor hun er iført Hosebåndsordenens dragt.
- og endelig et maleri fra 1985 af Preben Hornung med dronningen i lang blå kjole. Nu på Frederiksborgmuseet.
- Et maleri af Dmitri Zhilinsky fra 1993 hænger på Fredensborg Slot.
- Et andet maleri fra 1993 er udført af Henrik Have og hænger i Scleroseforeningen.
- Niels Strøbeks maleri fra 1998 findes på Århus Rådhus.[94]
- Thomas Kluge har også malet to portrætter, et ansigtsportræt i 1995 og et gallaportræt fra 1999-2000.
- Jørgen Bobergs Portræt af H.M. Dronning Margrethe II er fra 2000.
- Michael Kvium lavede sit portræt af dronningen i 2010.[95]
- Mikael Melbye malede et portræt i 2011, der hænger på Christiansborg.[96]
- Lars Physants billede At skabe billeder af billeder fra 2015 blev til på bestilling fra Nationalmuseet.

Andy Warhol udfærdigede i 1985 en række næsten ikonografiske serigrafier af dronningen i vanlig popkunst-stil.

## Titler, prædikater, æresbevisninger og æresudnævnelser

### Fuld officiel titel
- Af Guds Nåde Danmarks Dronning[98]

### Titler og prædikater fra fødsel til død
- 14. maj 1940 – 17. juni 1944: Hendes Kongelige Højhed Prinsesse Margrethe af Danmark og Island
- 17. juni 1944 – 5. juni 1953: Hendes Kongelige Højhed Prinsesse Margrethe af Danmark
- 5. juni 1953 – 14. januar 1972: Hendes Kongelige Højhed Prinsesse Margrethe til Danmark, Tronfølgeren
- 14. januar 1972 – 14 januar 2024: Hendes Majestæt Margrethe II, Danmarks Dronning

- 14. januar 2024 – nu: Hendes Majestæt Dronning Margrethe

### Æresbevisninger

#### Danske dekorationer
- Elefantordenen (R.E.)  (1947)[99][100]

- Storkommandør af Dannebrogordenen (S.Kmd.) [99][100]

- Mindemedaljen i anledning af hundredårsdagen for kong Frederik IX.s fødsel

- Mindemedaljen i anledning af hundredårsdagen for kong Christian X.s fødsel

- Dronning Ingrids Mindemedalje

- Erindringsmedaillen i anledning af 50-års dagen for Hendes Majestæt Dronning Ingrids ankomst til Danmark

- Hjemmeværnets fortjensttegn

- Hjemmeværnets 25-års tegn

- Civilforsvars-Forbundets hæderstegn

- Reserveofficersforeningen i Danmarks Hæderstegn

#### Grønlandske dekorationer
- Grønlands Selvstyres Fortjenstmedalje Nersornaat

#### Udenlandske ordener og hæderstegn
| - San Martins Ordens Storkors - Leopolds Ordens storkors - Sydkorsorden med kæde - Stara Planina Orden med Skærf - Fortjenstordens storkors - Terra Mariana Ordens storkors med kæde - Den Forenede Arabiske Republiks Al Kamal Ordens 1. kl. - Nilordens kæde - Finlands Hvide Roses Ordens storkors med kæde - Æreslegionens storkors - Frelserens Ordens storkors - St. Olgas og St. Sofias Ordens 1. kl. - Haft Paykar Ordens 2. kl. - Falkeordens storkors med kæde - Republiks Fortjenstordens storkors med kæde - Kostbare Krones Ordens 1. kl. - Krysantemum Orden med kæde - Al-Hussein bin Ali Orden - Store Stjernes orden - Trestjerneordenens storkors med kæde - Vytautas den Stores Ordens storkors - Det Nassauske Hus' Gyldne Løves Orden | - Quissam Alaouite Ordens storkors med kæde - Løveordens storkors - Pratap Bhasker Ordens 1. kl. - St. Olavs Ordens storkors med kæde - Kong Olav den V.s jubilæumsmedalje 1957-82 - Hvide Ørns Orden - Republiks Fortjenstordens stordekoration - Infante Dom Henriqués Ordens storkors med kæde - Sant 'Iago Ordens storkors med kæde - Stjerne Ordens storkors med kæde - Abdul Aziz' Ordens 1. kl. - Frihedsorden, den gyldne æresorden - Gyldne Vlies Orden - Carl den III's Ordens storkors med kæde - Hosebåndsordenen - Victoria Ordens storkors - Serafimerordens kæde - Medalje til minde om Kong Gustav den VI. Adolfs 85-års dag - Det Gode Håbs Ordens storkors med kæde - Maha Chakrkri Ordens 1. kl. med kæde - Rajamitrabhorn Orden - Fortjenstordens storkors i særklasse - Ærestegn for Fortjenesters storstjerne |

### Æresudnævnelser
- Royal Fellow of the Society of Antiquaries of London, 1974
- Honorary Fellow ved London School of Economics, 1975
- Lucy Cavendish College, Cambridge, 1989
- Girton College, Cambridge, 1992
- Æresdoktor (Doctor of Laws) ved University of Cambridge, 1975
- Æresdoktor ved University of London, 1980
- Æresdoktor ved Islands Universitet, 1986
- Æresdoktor ved University of Oxford, 1992
- Æresdoktor ved University of Edinburgh, 2000
- Æresborger (Honorary Freedom) City of London, 2000
- Paris' Universiteters Rektorats Medalje (La Medaille de la Chancellerie des Universités de Paris), 1987
- Æresmedlem af Kungl. Vitterhets Historie og Antikvitets Akademien, 1988
- Indbudt medlem af Ski-Idrettens Fremme, Oslo
- Æresmedlem af Sammenslutningen af Danske Scenografer, 2010
- Kongelig Mayestaits Acteurs[101]

### Våbenskjold og navnetræk
- Våbenskjold
- Kongeflaget
- Kongeligt monogram
- Personligt monogram
- Dronningens og Prins Henriks fælles monogram

## Protektioner
| - ARoS Aarhus Kunstmuseum - Beredskabsforbundet - Børneringen - Carl Nielsen Internationale Musikkonkurrencer - Danes Worldwide - Danmark-Amerika Fondet - Danmarks Idræts-Forbund/Danmarks Olympiske Komité - Danmarks Købstadmuseum, Den Gamle By - Danmarks Lungeforening, Nationalforeningen til bekæmpelse af Lungesygdomme - Dansk Grønlandsk Kulturfond - Dansk Husflidsselskab - Dansk Vestindisk Selskab - Danske Gymnastik- og Idrætsforeninger - Danske Soldaterforeningers Landsraad - Danske Sømands- og Udlandskirker - De Danske Garderforeninger - De Danske Skytteforeninger - De samvirkende danske forsvarsbroderselskaber - Den danske Diakonissestiftelse - Det Classenske Fideicommis - Det Danske Bibelselskab - Det Danske Studenterhus i Paris - Det Kgl. Danske Musikkonservatorium - Det Kgl. Vajsenhus | - Det Grønlandske Hus (Kalaallit Illuutaat) - Det Kongelige Danske Geografiske Selskab - Det Kongelige Danske Landhusholdningsselskab - Det kongelige Danske Videnskabernes Selskab - Det Krigsvidenskabelige Selskab - Diakonissehuset Sankt Lukas Stiftelsen - Dronning Louises Asylselskab - Dronningens Asyl - Ebbe Muncks Mindefond - Flyvevåbnets Soldaterforening - Foreningen af 1888 til Understøttelse af Dannebrogsridderes Efterladte - Foreningen Grønlandske Børn - Foreningen NORDEN - Foreningen til Den Ædle Hesteavls Fremme - Foreningen til Dyrenes Beskyttelse i Danmark - Foreningen til Lærlinges Uddannelse i Haandværk og Industri - Foreningen til Søfartens Fremme - Frederik den VII's Stiftelse - Frivilligt Drenge- og Pige-Forbund - Gigtforeningen - Glasmuseet Ebeltoft - Handels- og Søfartsmuseet på Kronborg Slot - Hedeselskabet - Historisk-Arkæologisk forsøgscenter | - Håndarbejdets Dag - Kongelig Dansk Yachtklub - Kronprins Frederiks Fond - Kræftens Bekæmpelse - Landsforeningen LEV - Landsforeningen Ældre Sagen - Moesgård Museum - Nordisk Kunst- og Kulturcenter i Grønland (kulturhuset Katuaq) - Patriotisk Selskab - Rebild National Park Society Inc. - Redningsmedailleselskabet - Rungstedlundfonden - Scleroseforeningen - Sct. Stefans Fritidshjem - Selskabet Fattiges Juleglæde - Selskabet for Kirkelig Kunst - Selskabet for Naturlærens Udbredelse - Selskabet til Udgivelse af danske Mindesmærker - Sofieskolen - Soldaterhjemmenes Dag - Sønderjydsk Hjælpefond - Teknologisk Institut - Vallø Stift - Vemmetofte Kloster - Århus Festuge |